# 13497 Ronstone
A 13497 Ronstone (ideiglenes jelöléssel 1986 EK1) a Naprendszer kisbolygóövében található aszteroida. Edward L. G. Bowell fedezte fel 1986. március 5-én.